# Mathias Jørgensen
Mathias Jattah-Njie Jørgensen (Copenhague, 23 de abril de 1990) es un futbolista danés que juega como defensa en Los Angeles Galaxy de la Major League Soccer.

## Trayectoria
Debutó con el F. C. Copenhague, club en el cual es querido por la afición, además de ganar varias veces la Superliga de Dinamarca. Jugó la Liga de Campeones de la UEFA 2009-10, siendo eliminado por el APOEL de Nicosia. Al siguiente año volvió a jugar la Liga de Campeones de la UEFA 2010-11 y logró llegar hasta los octavos de final, siendo eliminado por el Chelsea.

### PSV Eindhoven
Se rumoreaba su llegada al Newcastle, Everton y Arsenal, pero Zanka se decidió por el PSV Eindhoven. Jugó la Liga Europa de la UEFA 2012-13, siendo eliminado en la fase de grupos. Además fue subcampeón de la Eredivisie 2012-13. Jugó al lado del coreano Ji-Sung Park y el colombiano Santiago Arias.
Luego de su paso por Países Bajos, volvió a Dinamarca, al FC København, al equipo que lo vio nacer. Jugó la Liga de Campeones de la UEFA 2014-15, siendo eliminado por Bayer Leverkusen. Fue bicampeón al ganar Superliga de Dinamarca 2015-16 y Superliga de Dinamarca 2016-17.

### Huddersfield Town FC
Luego de su gran temporada con el FC København fue transferido por 2,70 millones de €.

### Fenerbahçe
El 10 de agosto de 2019 el Fenerbahçe S. K. anunció su fichaje.
Fue enviado a préstamo al Fortuna Düsseldorf de la Bundesliga el 31 de enero de 2020 por el resto de la temporada, regresando al conjunto de Estambul una vez esta finalizó, volviéndolo a prestar otra vez en octubre para jugar durante la temporada 2020-21 en el F. C. Copenhague.

## Selección nacional

### Participaciones en la Copa del Mundo
| Mundial                        | Sede  | Resultado        | Partidos | Goles |
| ------------------------------ | ----- | ---------------- | -------- | ----- |
| Copa Mundial de Fútbol de 2018 | Rusia | Octavos de final | 3        | 1     |

### Participaciones en Eurocopas
| Copa          | Sede     | Resultado        | Partidos | Goles |
| ------------- | -------- | ---------------- | -------- | ----- |
| Eurocopa 2020 | Europa   | Semifinal        | 0        | 0     |
| Eurocopa 2024 | Alemania | Octavos de final | 0        | 0     |

## Estadísticas
Actualizado al último partido disputado el 17 de julio de 2025.
| Club                                  | Div.          | Temporada     | Liga  | Liga  | Copas nacionales | Copas nacionales | Copas internacionales | Copas internacionales | Total | Total |
| Club                                  | Div.          | Temporada     | Part. | Goles | Part.            | Goles            | Part.                 | Goles                 | Part. | Goles |
| ------------------------------------- | ------------- | ------------- | ----- | ----- | ---------------- | ---------------- | --------------------- | --------------------- | ----- | ----- |
| F. C. Copenhague Dinamarca            | 1.ª           | 2007-08       | 14    | 1     | 5                | 2                | 2                     | 0                     | 21    | 3     |
| F. C. Copenhague Dinamarca            | 1.ª           | 2008-09       | 20    | 0     | 4                | 0                | 10                    | 0                     | 34    | 0     |
| F. C. Copenhague Dinamarca            | 1.ª           | 2009-10       | 24    | 4     | 1                | 0                | 9                     | 1                     | 34    | 5     |
| F. C. Copenhague Dinamarca            | 1.ª           | 2010-11       | 25    | 1     | 2                | 1                | 11                    | 0                     | 38    | 2     |
| F. C. Copenhague Dinamarca            | 1.ª           | 2011-12       | 11    | 0     | 2                | 0                | 4                     | 0                     | 17    | 0     |
| PSV Eindhoven · Países Bajos          | 1.ª           | 2012-13       | 5     | 2     | 3                | 1                | 2                     | 1                     | 10    | 4     |
| PSV Eindhoven · Países Bajos          | 1.ª           | 2013-14       | 9     | 0     | 0                | 0                | 5                     | 0                     | 14    | 0     |
| PSV Eindhoven · Países Bajos          | Total club    | Total club    | 14    | 2     | 3                | 1                | 7                     | 1                     | 24    | 4     |
| Jong PSV · Países Bajos               | 2.ª           | 2013-14       | 7     | 1     | —                | —                | —                     | —                     | 7     | 1     |
| Jong PSV · Países Bajos               | Total club    | Total club    | 7     | 1     | 0                | 0                | 0                     | 0                     | 7     | 1     |
| F. C. Copenhague Dinamarca            | 1.ª           | 2014-15       | 29    | 1     | 4                | 0                | 9                     | 1                     | 42    | 2     |
| F. C. Copenhague Dinamarca            | 1.ª           | 2015-16       | 31    | 3     | 6                | 1                | 3                     | 0                     | 40    | 4     |
| F. C. Copenhague Dinamarca            | 1.ª           | 2016-17       | 33    | 0     | 3                | 0                | 15                    | 2                     | 51    | 2     |
| Huddersfield Town A. F. C. Inglaterra | 1.ª           | 2017-18       | 38    | 0     | 2                | 0                | —                     | —                     | 40    | 0     |
| Huddersfield Town A. F. C. Inglaterra | 1.ª           | 2018-19       | 24    | 3     | 1                | 0                | —                     | —                     | 25    | 3     |
| Huddersfield Town A. F. C. Inglaterra | Total club    | Total club    | 62    | 3     | 3                | 0                | 0                     | 0                     | 65    | 3     |
| Fenerbahçe S. K. Turquía              | 1.ª           | 2019-20       | 16    | 2     | 3                | 1                | —                     | —                     | 19    | 3     |
| Fenerbahçe S. K. Turquía              | Total club    | Total club    | 16    | 2     | 3                | 1                | 0                     | 0                     | 19    | 3     |
| Fortuna Düsseldorf · Alemania         | 1.ª           | 2019-20       | 9     | 0     | 2                | 1                | —                     | —                     | 11    | 1     |
| Fortuna Düsseldorf · Alemania         | Total club    | Total club    | 9     | 0     | 2                | 1                | 0                     | 0                     | 11    | 1     |
| F. C. Copenhague Dinamarca            | 1.ª           | 2020-21       | 26    | 1     | 2                | 0                | —                     | —                     | 28    | 1     |
| F. C. Copenhague Dinamarca            | Total club    | Total club    | 211   | 11    | 29               | 4                | 63                    | 4                     | 303   | 19    |
| Brentford F. C. Inglaterra            | 1.ª           | 2021-22       | 8     | 1     | 2                | 0                | —                     | —                     | 10    | 1     |
| Brentford F. C. Inglaterra            | 1.ª           | 2022-23       | 18    | 0     | 2                | 0                | —                     | —                     | 20    | 0     |
| Brentford F. C. Inglaterra            | 1.ª           | 2023-24       | 14    | 1     | 4                | 0                | —                     | —                     | 18    | 1     |
| Brentford F. C. Inglaterra            | Total club    | Total club    | 40    | 2     | 8                | 0                | 0                     | 0                     | 48    | 2     |
| R. S. C. Anderlecht · Bélgica         | 1.ª           | 2024-25       | 17    | 0     | 2                | 1                | 7                     | 0                     | 26    | 1     |
| R. S. C. Anderlecht · Bélgica         | Total club    | Total club    | 17    | 0     | 2                | 1                | 7                     | 0                     | 26    | 1     |
| Los Angeles Galaxy Estados Unidos     | 1.ª           | 2025          | 13    | 0     | —                | —                | 3                     | 0                     | 16    | 0     |
| Los Angeles Galaxy Estados Unidos     | Total club    | Total club    | 13    | 0     | 0                | 0                | 3                     | 0                     | 16    | 0     |
| Total carrera                         | Total carrera | Total carrera | 389   | 21    | 50               | 8                | 80                    | 5                     | 519   | 34    |
| 1. 2.                                 |               |               |       |       |                  |                  |                       |                       |       |       |

## Vida personal
Mantuvo una relación con la modelo Enikő Mihalik.